# Sazée
Die Sazée ist ein Fluss in Frankreich, der in der Region Pays de la Loire verläuft. Sie entspringt im Gemeindegebiet von Montguillon, entwässert zunächst in nordwestlicher Richtung, dreht dann auf Süd und mündet nach rund 20 Kilometern im Gemeindegebiet von Louvaines als linker Nebenfluss in den Oudon. Auf seinem Weg durchquert der Sazée größtenteils das Département Maine-et-Loire, betritt auf wenige Kilometer aber auch das benachbarte Département Mayenne.

## Orte am Fluss
(Reihenfolge in Fließrichtung)
- Saint-Sauveur-de-Flée
- Aviré
- Louvaines